# چاموی بوندا
چاموی بوندا (به لاتین: Chamoi Bunda) یک منطقهٔ مسکونی در گامبیا است که در Upper River Division واقع شده‌است. چاموی بوندا ۷۸۵ نفر جمعیت دارد.